# 1998
1998 (MCMXCVIII) je bilo navadno leto, ki se je po gregorijanskem koledarju začelo na četrtek.
UNESCO je 1998 proglasila za Mednarodno leto oceana.

## Dogodki

### Januar – junij
- 11. januar – ameriška sonda Lunar Prospector se vtiri v Lunino orbito in prične z raziskavami površine.
- 4. februar – v potresu z močjo 6,1 po Richterjevi lestvici na severu Afganistana blizu meje s Tadžikistanom umre okrog 4000 ljudi, 10.000 je ranjenih.
- 7. – 22. februar – zimske olimpijske igre v Naganu, Japonska.
- 2. marec – Wolfgang Priklopil ugrabi Natascho Kampusch, v ujetništvu jo bo zadrževal do avgusta 2006.
- 31. marec – Slovenija prične s pogajanji za vstop v Evropsko unijo.
- 5. april – za promet je odprt most Akaši-Kaikjo med otokoma Honšu in Šikoku na Japonskem, najdaljši viseči most na svetu.
- 10. april – v Belfastu je podpisan sporazum med političnimi strankami na Severnem Irskem in med vladama Združenega kraljestva ter Irske glede statusa Severne Irske.
- 11. maj – v kovnici v francoskem kraju Pessac izdelajo prve evrokovance (kasneje pretopljeni zaradi spremembe specifikacij).
- 21. maj – po 32 letih na oblasti odstopi indonezijski diktator Suharto.
- 28. maj – Pakistan izvede več preskusnih jedrskih eksplozij v odziv na indijske nekaj tednov pred tem, kar izzove mednarodne ekonomske sankcije.
- 30. maj – v potresu z močjo 6,9 po Richterjevi lestvici na severu Afganistana umre okrog 4500 ljudi, 10.000 je ranjenih.
- 3. junij – hitri vlak InterCityExpress iztiri med Hannovrom in Hamburgom v Nemčiji, pri čemer umre 101 človek.
- 7. junij – nekdanji brigadni general Ansumane Mané poskuša strmoglaviti predsednika Gvineje Bissau Vieiro in sproži državljansko vojno.
- 25. junij – izid Microsoftovega operacijskega sistema Windows 98.

### Julij – december
- 12. julij – svetovno prvenstvo v nogometu se konča z zmago francoske reprezentance.
- 17. julij – 
  - Nikolaja II. Ruskega in njegovo družino pokopljejo v Sankt Peterburgu, 80 let po tistem ko so jih umorili boljševiki.
  - podzemeljski potres blizu severne obale Papue Nove Gvineje sproži 15 m visok cunami, ki popolnoma uniči več vasi v 30-kilometrskem pasu obale. Umre več kot 2200 ljudi, 500 je pogrešanih.
- 25. julij – pričetek operativnega delovanja letalonosilke USS Harry S. Truman.
- 2. avgust – izbruhne druga kongovska vojna, najsmrtonosnejši vojaški spopad od druge svetovne vojne.
- 7. avgust – 
  - Skupina islamskega džihada izvede bombna napada na ameriški veleposlaništvi v Dar es Salaamu (Tanzanija) in Nairobiju (Kenija), v katerih umre 224 ljudi.
  - z razglasom v Uradnem listu RS je ustanovljenih 46 novih občin v Sloveniji.
- 17. avgust – ameriški predsednik Bill Clinton javno prizna, da je imel nespodobno razmerje z Monico Lewinsky.
- 4. september – Larry Page in Sergey Brin ustanovita podjetje Google, Inc.
- 27. september – Gerhard Schröder postane kancler Nemčije.
- 16. oktober – britanske oblasti aretirajo nekdanjega čilenskega diktatorja Augusta Pinocheta.
- 17. oktober – za posledicami eksplozije naftovoda na jugu Nigerije umre več kot 1000 ljudi.
- 29. oktober – hurikan Mitch doseže obalo Srednje Amerike in povzroči obsežno opustošenje; v poplavah in plazovih zaradi hudih nalivov umre skoraj 11.000 ljudi, še enkrat toliko je pogrešanih.
- 1. november – ustanovljeno je Evropsko sodišče za človekove pravice.
- 9. november – Združeno kraljestvo formalno ukine še zadnje oblike smrtne kazni.
- 20. november – z vesoljskega izstrelišča v Bajkonurju izstrelijo Zarjo, prvi modul Mednarodne vesoljske postaje.
- 6. december – Hugo Chávez je izvoljen za predsednika Venezuele.

## Rojstva
- 18. junij – Patricia Janečková, slovaška operna pevka († 2023)
- 2. julij – Ema Klinec, slovenska smučarska skakalka

## Smrti
- 7. januar – Vladimir Prelog, hrvaško-švicarski kemik, nobelovec (* 1906)
- 9. januar – Keniči Fukui, japonski kemik, nobelovec (* 1918)
- 6. februar – Falco, avstrijski pevec (* 1957)
- 8. februar – Halldór Kiljan Laxness, islandski pisatelj, nobelovec (* 1902)
- 26. februar – Theodore Schultz, ameriški ekonomist, nobelovec (* 1902)
- 27. februar – George H. Hitchings, ameriški zdravnik, nobelovec (* 1905)
- 13. marec – Judge Dread, angleški glasbenik (* 1945)
- 16. marec – Derek Harold Richard Barton, angleški fizik in kemik, nobelovec (* 1918)
- 3. april – Mary Lucy Cartwright, angleška matematičarka (* 1900)
- 12. april – Charles Gald Sibley, ameriški ornitolog in molekularni biolog (* 1917)
- 14. april – Tone Svetina, slovenski pisatelj (* 1925)
- 15. april – Pol Pot, kamboški politik, revolucionar in diktator (* 1925)
- 19. april – Octavio Paz, mehiški pisatelj in diplomat, nobelovec (* 1914)
- 21. april – Jean-François Lyotard, francoski filozof in literarni teoretik (* 1924)
- 21. april – Janez Vipotnik, slovenski politik, novinar in pisatelj (* 1917)
- 7. maj – Allan McLeod Cormack, južnoafriško-ameriški fizik, nobelovec (* 1924)
- 14. maj – Francis Albert Sinatra, ameriški pevec in filmski igralec (* 1915),
- 13. junij – Birger Ruud, norveški smučarski skakalec in alpski smučar (* 1911)
- 14. julij – Richard McDonald, ameriški poslovnež (* 1909)
- 17. julij – Michael James Lighthill, angleški matematik (* 1924)
- 21. julij – Alan Bartlett Shepard mlajši, ameriški častnik, pilot in astronavt (* 1923)
- 28. julij – Zbigniew Herbert, poljski pisatelj (* 1924)
- 5. avgust – 
  - Otto Kretschmer, nemški častnik, kapitan in podmorniški as (* 1912)
  - Todor Živkov, bolgarski politik in diktator (* 1911)
- 28. avgust – Paul Grice, angleški jezikoslovec in filozof (* 1913)
- 6. september – Akira Kurosava, japonski filmski režiser (* 1910)
- 21. september – Florence Griffith Joyner, ameriška atletinja (* 1959)
- 14. oktober – Frankie Yankovic, slovensko-ameriški glasbenik (* 1915)
- 25. november – Henry Nelson Goodman, ameriški filozof (* 1906)
- 7. december – Martin Rodbell, ameriški biokemik in molekularni biolog, nobelovec (* 1925)
- 20. december – Alan Lloyd Hodgkin, angleški fiziolog in biofizik, nobelovec (* 1914)
- 30. december – Joan Brossa, katalonski pesnik, dramatik in umetnik (* 1919)

## Nobelove nagrade
- Fizika – Robert B. Laughlin, Horst L. Störmer, Daniel Chee Tsui
- Kemija – Walter Kohn, John A. Pople
- Fiziologija ali medicina – Robert F. Furchgott, Louis J. Ignarro, Ferid Murad
- Književnost – José Saramago
- Mir – John Hume in David Trimble
- Ekonomija – Amartya Sen